# Nancuise
Nancuise település Franciaországban, Jura megyében. Lakosainak száma 41 fő (2022. január 1.). Nancuise Rothonay, Chambéria, Chavéria, Marigna-sur-Valouse, Monnetay és Pimorin községekkel határos.

## Népesség
A település népességének változása:
| Lakosok száma | 56   | 57   | 58   | 46   | 37   | 42   | 46   | 46   | 44   | 41   |
|               | 1968 | 1982 | 1990 | 2006 | 2013 | 2015 | 2017 | 2019 | 2020 | 2022 |